# DQS
Pour les articles homonymes, voir DQS (homonymie).
La DQS Holding GmbH (Deutsche Gesellschaft zur Zertifizierung von Managementsystemen, littéralement : Société Allemande de Certification des Systèmes de Management) est une société allemande qui regroupe l’ensemble des entreprises réunies sous le nom de DQS Group, l’une des principales références dans le secteur de la fourniture de systèmes de management et de gestion de la qualité.

## Histoire
La société DQS a été fondée en 1985 à Francfort-sur-le-Main, ville dans laquelle elle garde son siège social,. Les deux fondateurs, DGQ (Deutsche Gesellschaft für Qualität – Organisme Allemand de Contrôle de la Qualité) et DIN (Deutsche Institut für Normung – Institut Allemand de Normalisation), voulaient donner une nouvelle impulsion à l’économie allemande en favorisant le commerce national et international. À cette fin, les deux membres fondateurs chargèrent la DQS de renforcer la compétitivité de leurs clients en évaluant de façon indépendante et neutre leur niveau de qualité. 
La création de la DQS est liée à la série de normes ISO 9000, publiées pour la première fois dans les années 80, ainsi qu’aux normes ISO 9001, la principale référence du contrôle de la qualité  dans le monde.
En mars 2008, avec la fusion de DQS avec la société MSS, division de l'organisme américain de certification de produits  "Underwriters Laboratories Inc", le groupe DQS–UL est devenu le plus grand organisme de certification de système de management dans le monde.[réf. nécessaire]Depuis Juin 2015, la raison sociale de la société a été changée en DQS Groupe.

## Organisation
Le groupe DQS compte 80 bureaux répartis dans plus de 60 pays. Avec près de 20 000 clients, le groupe DQS délivre plus de 58 000 certificats dans différents secteurs d’activité et dans plus de 130 pays. 
Le groupe  emploie près de 2 800 salariés dans le monde, dont environ 2 500 auditeurs. Parmi les sociétés membres du groupe se trouvent la société  DQS Inc (États-Unis), la société DQS do Brasil Ltd, DQS Japan, la société DQS Medizinprodukte GmbH, et la société DQS GmbH (Allemagne).

## Activité
Le groupe DQS offre des services d’évaluation, de certification et de conseil aux entreprises dans tous les secteurs d’activité et partout dans le monde.
Parmi les normes qualitatives internationales certifiées par DQS : 
- ISO 14001 (Environnement)
- ISO 45001 (Sécurité au travail)
- IATF 16949 (Industrie automobile)
- ISO 50001 (Gestion de l’énergie)
- ISO 27001 (Sécurité de l’information)
- ISO 13485 (Dispositifs médicaux)
- IRIS (Industrie ferroviaire)
- EN 9100ff (Industrie aéronautique)

Certains secteurs d’activité de la DQS sont en plein développement, parmi eux les Systèmes de gestion du risque, le développement durable, la Protection des Données, la Business Excellence et les Système de Management Intégré. 

### La méthode de travail
Le groupe s’appuie sur une approche d’évaluation particulière : ses auditeurs sont pour la plupart des professionnels du secteur d’activité de l’entreprise qui fait l’objet de l’évaluation, qui collaborent avec la DQS en lui assurant le service requis. Ces professionnels garantissent une approche pragmatique et concrète tournée vers le marché qui constitue le savoir-faire du groupe DQS. Cela permet d’obtenir une évaluation en cohérence avec les exigences du marché.[réf. nécessaire]

### IQNet, le réseau international de certification
Le groupe DQS est membre fondateur et membre actif du réseau international de certification IQNet. 
IQNet, fondé en 1990 sous le nom de EQNet en tant que réseau rassemblant les organismes européens de certification, a ensuite élargi ses horizons et compte aujourd’hui 36 des principaux organismes de certification dans le monde[réf. nécessaire]. Avec l’entrée des organismes internationaux, EQNet est devenu IQNet. 
Les membres IQNet fournissent leurs services dans plus de 100 pays dans le monde, avec moins de 8 000 auditeurs. 
Le Président de DQS, Michael Drechsel, est l’actuel Président d’IQNet.